# Un'avventura di Scaramuccia
Un'avventura di Scaramuccia (en español, “Una aventura de Scaramouche”) es una ópera en dos actos del compositor italiano Luigi Ricci, con libreto en italiano de Felice Romani. Fue estrenada en el Teatro de La Scala de Milán el 8 de marzo de 1834.

## Historia
Si bien a finales de la década de 1820 y principios de la siguiente década Luigi Ricci había triunfado con óperas de carácter más serio (con títulos como “L’orfana di Ginebra” en 1829 o “Chiara di Rosemberg2 en 1831), en la década de 1830 destaca especialmente como compositor de óperas bufas, contribuyendo a la romantización del género al fusionar elementos cómicos, sentimentales y patéticos. De entre las obras compuestas en este período destacan “Il nuevo Figaro”, de 1832, y “Un’avventura di Scaramuccia”.
La ópera fue un éxito inmediato que se representó en numerosas ciudades de Italia durante los siguientes 10 años aproximadamente, representándose además en Viena en 1835, Londres en 1836, Madrid y Barcelona en 1837 (representándose con posterioridad en el Liceu en 1849 y en 1952, Lisboa y Dublín en 1838, Zante y Odesa en 1840, Ciudad de México en 1842, Estambul, París y Varsovia en 1846 y Bruselas y Buenos Aires en 1852. Las últimas representaciones conocidas tuvieron lugar en Génova en 1857 y en Pésaro en 1860. La ópera no ha sido recuperada en época moderna.

## Personajes
| Personaje                                                       | Voz       | Elenco del estreno Director de orquesta: Eugenio Cavallini |
| --------------------------------------------------------------- | --------- | ---------------------------------------------------------- |
| Scaramuccia (poeta y director de los cómicos italianos en París | barítono  | Luciano Mariani                                            |
| Lelio (cómico)                                                  | tenor     | Francesco Pedrazzi                                         |
| Domenico (cómico)                                               | bajo      | Domenico Spiaggi                                           |
| Sandrina (sirvienta de Scaramuccia)                             | soprano   | Joséphine de Méric                                         |
| Tomaso (campesino)                                              | bajo      | Vincenzo Galli                                             |
| Contino di Pontigny (amante de Elena)                           | contralto | Marietta Brambilla                                         |
| Visconte di San Valier (su tío)                                 | tenor     | Giuseppe Vaschetti                                         |
| Elena (campesina)                                               | soprano   | Felicita de Baillou                                        |
| Lacayo                                                          | tenor     | Antonio Cattaneo                                           |
| Caballeros, damas, comediantes, genios, amores                  |           |                                                            |

## Argumento
La acción tiene lugar en Francia en el siglo XVII.
Acto I
Vestíbulo del teatro del Palacio de Borgoña
El público espera el comienzo del segundo acto de la nueva comedia de Scaramuccia, “Scaramuccia eremita”. Unos gritos interrumpen la función: llega Tomaso, buscando a la hija de su amo, que desapareció hace un mes; él la busca desde entonces, y cree haberla visto entrar en el teatro, por lo que pide la ayuda de Scaramuccia, que es además amigo de su amo (aria: Son Tomaso Scarafaggio). La multitud lo expulsa entonces de la sala. Domenico ríe por lo ocurrido, viendo en ello una buena historia para una comedia, mientras Lelio está irritado por la irrupción de Tomaso. Sale Scaramuccia, que ve que Lelio está de mal humor; discuten sobre el teatro, y Lelio se va, porque no es capaz de adaptarse a los imprevistos. Scaramuccia le pide a Domenico que vaya en busca del desconocido que ha irrumpido en la función; cuando regresa Tomaso, Scaramuccia lo reconoce y le pregunta cómo está su amo; Tomaso contesta que mal desde que su hija desapareció: una mañana su habitación apareció vacía, un desconocido se la había llevado, y por eso está en París, buscándola. Scaramuccia le promete su ayuda. 
Sala en las habitaciones de Scaramuccia
Sandrina quiere ser actriz; los cómicos la rechazan porque creen que no tiene talento, pero ella les responde que lo que importa ahora en París es la belleza, y que, cuándo esta desaparezca, puede haber conseguido un rico marido (aria: Così nuova del mestiere). Una vez sola, revela que se debate entre el amor de Lelio y el del Contino, al que hace un mes que no ve. Llega Scaramuccia y le pide que esa noche ponga un cubierto más, ya que ha llegado alguien a quien ella conoce: es Tomaso; ambos son de  San Quintín y estuvieron enamorados tiempo atrás. Los dos comienzan insultándose, pero al final él le declara su amor y se arrodilla ante ella. En ese justo momento llega Lelio, quien estala en celos. Sandrina le dice que Tomaso es también actor, y éste se pone a recitar, pero Lelio sigue enfurecido, así que Sandrina y Tomaso lo dejan solo. Llega entonces el Contino, así que Lelio se va, ya que ambos pretenden a Sandrina. El Contino, solo, cuenta que los de su rango no pueden ser fieles, cambian constantemente de amor, y ya no ama a Sandrina, sino a Elena (aria: Mi fa Lelio il brutto muso). Llega entonces Scaramuccia, feliz de que el Contino haya por fin aceptado su invitación. Éste se disculpa diciendo que lleva un mes fuera de París, y que lo necesita a él y a su compañía esa noche para fiesta que va a dar para su nueva amante. Scaramuccia sospecha que esa nueva amante es la joven a la que busca Tomaso, lo que se confirma cuando el Contino revela que se llama Elena. Scaramuccia trata de convencerlo de que debería casarse con ella o, si no, que se la devuelva a su padre, pero el Contino se niega. El Contino insiste en saber si Scaramuccia irá a su palacete esa noche, a lo que el cómico finalmente acepta. Cuando se queda solo, Scaramuccia escribe al Vizconde de Saint-Valier, tío del Contino, para contarle lo sucedido. Llegan Domenico y Lelio contando que Rosaura y Pulcinella han abandonado la compañía, por lo que la compañía no va a poder actuar esa noche. Al enterarse, Sandrina y Tomaso se presentan voluntarios a sustituirlos, y hacen una prueba; el Contino, de regreso, los ve, y hace que los dos sean aceptados. 
Acto II
Galería en la casa de campo del Conde de Pontigny
Elena está triste, porque huyó con el Contino esperando casarse con él, pero siente que él se ha cansado ya de ella. Llega el Contino y la presenta a sus amigos, pero ella se niega a bailar. Llega la troupe de Scaramuccia buscando un lugar para prepararse. El Contino reconoce a Sandrina, lo que despierta los celos de Lelio. Llega entonces Tomaso, quien también se pone celoso, y empieza a pelear con Sandrina. 
Sala con asientos, con escenario al fondo
Cuando el Contino va a presentar a Elena, llega su tío el Vizconde, queriendo conocer a la desconocida dama, y parece complacido al verlo. Comienza la representación de la obra “El rapto de Elena”, interrumpida cuando Tomaso reconoce a Elena, la raptada hija de su patrón. Tras descubrir lo que ha hecho su sobrino, el Vizconde quiere llevarse a Elena a un lugar más seguro. Llega entonces una carta para el Contino, que revela que el Contino tenía otra amante. El Vizconde quiere encerrar a su sobrino en la Bastilla, y entonces Sandrina revela que ella también fue otra víctima de las andadas del Contino, ya que es la autora de la carta. Sandrina exige, a cambio de su liberación, que se case con Elena, algo que el Contino acepta. Sandrina, en cambio, no quiere comprometerse ni con Lelio ni con Tomaso, y prefiere disfrutar de su libertad un tiempo más. 

## Estructura
- Sinfonía

Atto I
- N. 1 - Introducción y Cavatina Che vi sembra della farsa? - Son Tomaso Scarafaggio (Tomaso, Coro)
- N. 2 - Terceto La scena è un mare instabile (Scaramuccia, Lelio, Domenico)
- N. 3 - Coro y Cavatina Ma ti par? Sì facil credi - Così nuova del mestiere (Sandrina, Coro)
- N. 4 - Terceto Così nuova del mestiere (Tomaso, Sandrina, Lelio)
- N. 5 - Cavatina Mi fa Lelio il brutto muso (Contino)
- N. 6 - Dueto y Finale I Le più leggiadre e amabili - Sì, sì: ho deciso (Contino, Scaramuccia, Lelio, Domenico, Coro, Sandrina, Tomaso)

Atto II
- N. 7 - Introducción segunda Perché piangi? In tal maniera (Coro, Elena)
- N. 8 - Aria Via discaccia, o mia carina (Contino, Elena, Coro)
- N. 9 - Dueto Se vuoi far la banderuola (Tomaso, Sandrina)
- N. 10 - Coro L'avete veduta codesta damina!
- N. 11 - Septeto Quando mi sei vicina (Lelio, Sandrina, Tomaso, Scaramuccia, Contino, Elena, Visconte, Coro)
- N. 12 - Aria final In questa carta autentica (Sandrina, Scaramuccia, Tomaso, Contino, Lelio, Visconte, Elena, Coro)

## Discografía
No existe por el momento ninguna grabación de la ópera.